# It's Better If You Don't Understand
It's Better If You Don't Understand (tradução: É melhor se você não entender) é o primeiro extended play (EP) e o lançamento de estreia do cantor-escritor e produtor musical americano, Bruno Mars, lançado em 11 de maio de 2010 somente como um EP digital.
O título do EP vem da última linha da letra da canção "The Other Side", que foi lançado como primeiro e único single do EP em julho de 2010. Todas as canções do It's Better If You Don't Understand foram incluídas no primeiro álbum de estúdio de Mars, Doo-Wops & Hooligans (2010).
O EP atingiu a posição de número 99 na Billboard 200 dos Estados Unidos, e a posição de número 97 nas paradas britânicas.

## Promoção
"The Other Side" foi lançado como o primeiro e único single do EP em julho de 2010. A canção apresenta os vocais dos cantores Cee Lo Green e B.o.B. O videoclipe para "The Other Side" foi dirigido por Nick Bilardello e Cameron Duddy, e lançado no site da MTV em 23 de agosto de 2010. "The Other Side", "Count on Me", e "Talking to the Moon" foram mais tarde incluídas na edição simples do álbum de estreia de Mars, Doo-Wops & Hooligans (2010), enquanto "Somewhere in Brooklyn" foi incluída como faixa bônus da edição de luxo do álbum. A canção também foi adicionada no set list da Doo-Wops & Hooligans Tour (2010–11).

## Recepção

### Opinião da crítica
| Críticas profissionais | Críticas profissionais |
| Avaliações da crítica  | Avaliações da crítica  |
| Fonte                  | Avaliação              |
| ---------------------- | ---------------------- |
| About.com              | [ 8 ]                  |
| Allmusic               | [ 1 ]                  |

Bill Lamb da About.com elogiou o EP, observando que as faixas "cobrem inteiramente uma vasta série de prazer pop" e que "...deve tocar em sua rádio". David Jeffres do Allmusic também deu uma opinião positiva, chamando o EP de um "surpreendente esforço que se inclina para o pop na composição de um homem".

### Performance comercial
Na semana de 29 de maio de 2010, It's Better if You Don't Understand estreou na posição de número noventa e nove na Billboard 200 dos Estados Unidos, onde permaneceu na parada durante apenas uma semana. O EP também conseguiu atingir a posição de número treze na Digital Albums. It's Better if You Don't Understand também entrou na parada de álbuns do Reino Unido, onde atingiu a posição de número noventa e sete na semana de 28 de agosto de 2010.

## Lista de faixas
| N.º | Título                                        | Compositor(es) | Produtores                         | Duração |  |
| 1.  | "Somewhere in Brooklyn"                       | Bruno Mars, Philip Lawrence, Ari Levine                                                                                                | The Smeezingtons e Keshown Cassell | 3:01    |  |
| 2.  | "The Other Side" (part. Cee Lo Green e B.o.B) | Mars, Lawrence, Levine, Brown, Mike Caren, Patrick Stump, Kaveh Rastegar, John Wicks, Jeremy Ruzumna, Joshua Lopez, Bobby Simmons, Jr. | The Smeezingtons                   | 3:48    |  |
| 3.  | "Count on Me"                                 | Mars, Lawrence, Levine | The Smeezingtons                   | 3:16    |  |
| 4.  | "Talking to the Moon"                         | Mars, Lawrence, Levine, Albert Winkler, Jeff Bhasker                                                                                   | The Smeezingtons                   | 3:27    |  |

Fonte:

## Créditos
| - Bruno Mars — vocais principais, vocais de apoio, compositor - Bobby Simmons, Jr. — vocais, compositor - Cee Lo Green — vocais - The Smeezingtons — vocais de apoio, compositor, produtor - Keshown Cassell — produtor - Albert Winkler — compositor - Jeff Bhasker — compositor | - Mike Caren — compositor - Patrick Stump — compositor - Kaveh Rastegar — compositor - John Wicks — compositor - Jeremy Ruzumna — compositor - Joshua Lopez — compositor - Graham Marsh — engenheiro |

## Posições nas paradas
| Paradas (2010)                 | Posição |
| ------------------------------ | ------- |
| Estados Unidos - Billboard 200 | 99      |
| Reino Unido - UK Albums Chart  | 97      |

## Histórico de lançamento
| País           | Data                 | Gravadora(s)      | Formato          |
| -------------- | -------------------- | ----------------- | ---------------- |
| Estados Unidos | 11 de maio de 2010   | Atlantic, Elektra | Download digital |
| França         | 11 de agosto de 2010 | Warner            | Download digital |
| Reino Unido    | 11 de agosto de 2010 | Warner            | Download digital |